# Joe J. Manlove

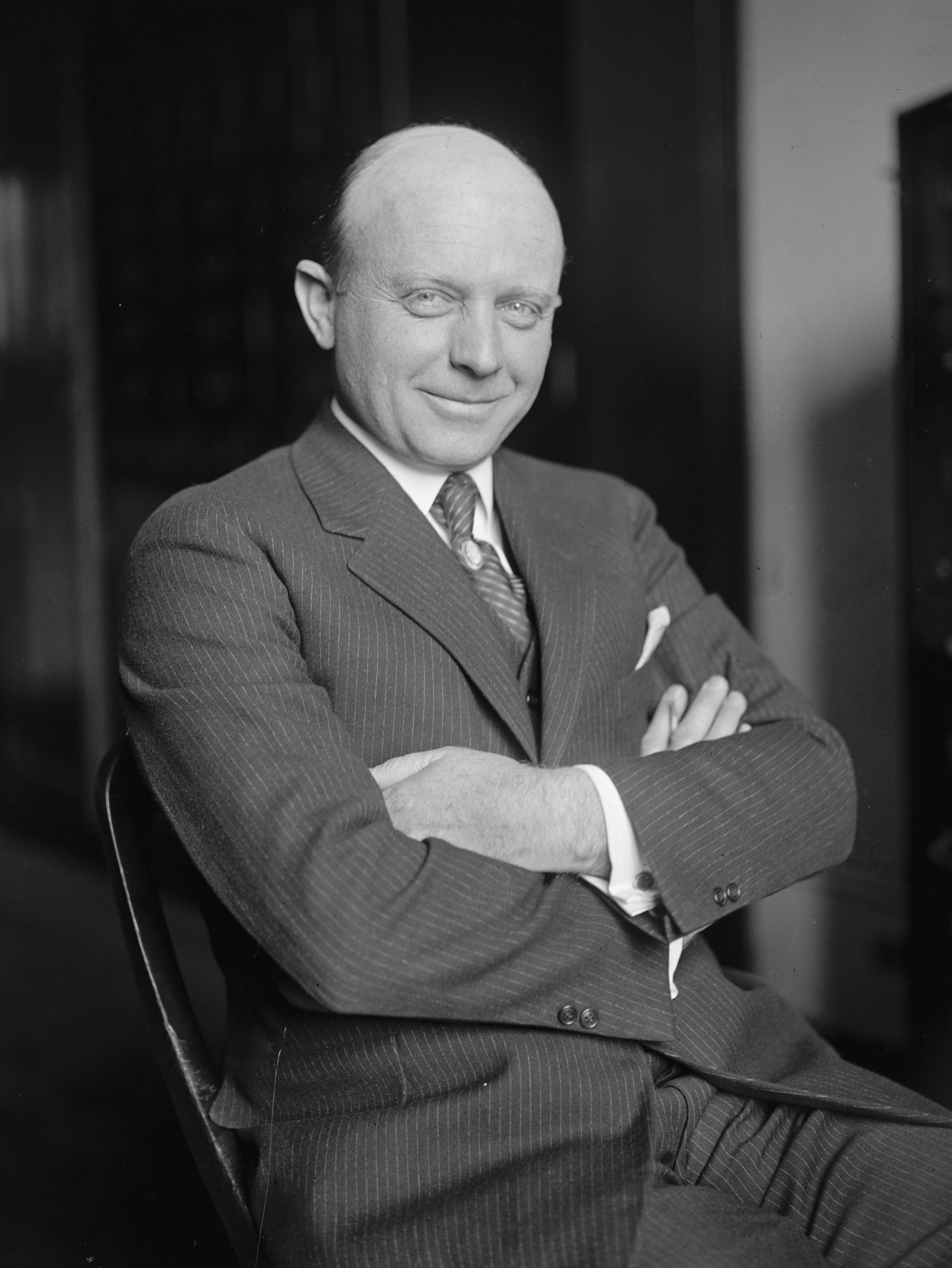
Joe J. Manlove

Joe Jonathan Manlove (* 1. Oktober 1876 bei Carthage, Missouri; † 31. Januar 1956 in Joplin, Missouri) war ein US-amerikanischer Politiker. Zwischen 1923 und 1933 vertrat er den Bundesstaat Missouri im US-Repräsentantenhaus.

## Werdegang
Joe Manlove besuchte die öffentlichen Schulen seiner Heimat und die Presbyterian Academy in Mount Vernon. Nach einem anschließenden Jurastudium und seiner 1897 erfolgten Zulassung als Rechtsanwalt begann er in Mount Vernon in diesem Beruf zu arbeiten. Außerdem war er in der Landwirtschaft tätig, hier besonders in der Viehzucht. Manlove war auch am Ausbau der Infrastruktur im südwestlichen Missouri interessiert. Gleichzeitig schlug er als Mitglied der Republikanischen Partei eine politische Laufbahn ein. In den Jahren 1914 und 1916 kandidierte er jeweils noch erfolglos für den Kongress.
Bei den Kongresswahlen des Jahres 1922 wurde Manlove dann aber im 15. Wahlbezirk von Missouri in das US-Repräsentantenhaus in Washington, D.C. gewählt, wo er am 4. März 1923 die Nachfolge von Isaac V. McPherson antrat. Nach vier Wiederwahlen konnte er bis zum 3. März 1933 fünf Legislaturperioden im Kongress absolvieren. Seit 1929 war auch die Arbeit des Kongresses von den Ereignissen der Weltwirtschaftskrise bestimmt. 1932 wurde der 15. Wahlbezirk aufgelöst. Manlove strebte erfolglos seine Wiederwahl in einem anderen Distrikt an. Zwei Jahre darauf bemühte er sich ebenso erfolglos um die Nominierung seiner Partei für die anstehenden Kongresswahlen.
Nach seinem Ausscheiden aus dem US-Repräsentantenhaus arbeitete Joe Manlove in Joplin als Anwalt sowie in der Immobilienbranche. Im Jahr 1943 gehörte er einer Kommission zur Überarbeitung der Staatsverfassung von Missouri an. Er starb am 31. Januar 1956 in Joplin, wo er auch beigesetzt wurde.